# 岗切乡
岗切乡，是中华人民共和国西藏自治区那曲市巴青县下辖的一个乡镇级行政单位。

## 行政区划
岗切乡下辖以下地区：
纳贡村、拉玛囊村、格拉村、休秀贡玛村、沃庆村、沃琼村、卡吉松多村、央培村、德崩村、伦布雄村、亭瓦达村、贡庆村、切塘村、拉迦村、吉隆郭村和莎嘎库村。